# Oualata

Obchodní cesty na Sahaře (1000–1500). Žlutě jsou vyznačena naleziště zlata.

Oualata, v kronikách ze 17. století Biru, je malé město v jihovýchodní Mauritánii. Šlo o důležitou zastávku karavan obchodujících se zlatem a solí. Má přibližně 4 800 obyvatel.
Celá obec Oulata má rozlohu 93 092 km², z většinu zabírá poušť. V roce 1332 město navštívil ibn Battúta.